# Elezioni politiche a San Marino del 2001
Le elezioni politiche a San Marino del 2001 si tennero il 10 giugno per il rinnovo del Consiglio Grande e Generale.

## Sistema elettorale
Erano elettori tutti i cittadini sammarinesi che avessero compiuto i 18 anni.

## Risultati
| Partito Democratico Cristiano Sammarinese     | 9 031  | 41,45 | 25 |  |  |  |
| Partito Socialista Sammarinese                | 5 269  | 24,18 | 15 |  |  |  |
| Partito dei Democratici                       | 4 535  | 20,81 | 12 |  |  |  |
| Alleanza Popolare dei Democratici Sammarinesi | 1 974  | 9,06  | 5  |  |  |  |
| Rifondazione Comunista Sammarinese            | 738    | 3,39  | 2  |  |  |  |
| Alleanza Nazionale Sammarinese                | 421    | 1,93  | 1  |  |  |  |
| Totale                                        | 21 788 | 100   | 60 |  |  |  |
|                                               |        |       |    |  |  |  |
| Voti non validi                               | 860    | 3,80  |    |  |  |  |
| Votanti                                       | 22 648 | 73,80 |    |  |  |  |
| Elettori                                      | 30 688 |       |    |  |  |  |

## Consiglieri eletti
|  | Partito Democratico Cristiano Sammarinese (seggi: 25)    | - Gabriele Gatti - Clelio Galassi - Romeo Morri - Claudio Podeschi - Pier Marino Mularoni - Gian Franco Terenzi - Ottaviano Rossi - Gian Carlo Venturini - Loris Francini - Sante Canducci - Pier Marino Menicucci - Pasquale Valentini - Cesare Antonio Gasperoni - Giovanni Lonfernini - Ernesto Benedettini - Rosa Zafferani - Gian Marco Marcucci - Maria Luisa Berti - Giovanni Francesco Ugolini - Giuseppe Arzilli - Francesco Mussoni - Cesare Mina - Gino Giovagnoli - Gino Giovannini - Claudio Muccioli |
|  | Partito Socialista Sammarinese (seggi: 15)               | - Fiorenzo Stolfi - Paride Andreoli - Maurizio Rattini - S.E. Fabio Berardi - Augusto Casali - Alberto Cecchetti - Germano De Biagi - Paolo Bollini - Antonio Lazzaro Volpinari - Mauro Chiaruzzi - Monica Bollini - Roberto Raschi - Giovanni Giannoni - Antonello Bacciocchi - Giuseppe Rossi |
|  | Partito dei Democratici (seggi: 12)                      | - Emma Rossi - Claudio Felici - Francesca Michelotti - Stefano Macina - Roberto Bucci - Fausta Simona Morganti - Maria Domenica Michelotti - Marino Riccardi - Patricia Busignani - Alessandro Rossi - Giuseppe Maria Morganti - Massimo Roberto Rossini |
|  | Alleanza Popolare dei Democratici Sammarinesi (seggi: 5) | - Valeria Ciavatta - Tito Masi - Fernando Bindi - Mario Lazzaro Venturini - Carlo Franciosi |
|  | Rifondazione Comunista Sammarinese (seggi: 2)            | - Vanessa Muratori - Ivan Foschi |
|  | Alleanza Nazionale Sammarinese (seggi: 1)                | - Glauco Sansovini |